# Mesópolis (ort)
Mesópolis är en ort i Brasilien.   Den ligger i kommunen Mesópolis och delstaten São Paulo, i den södra delen av landet, 500 km sydväst om huvudstaden Brasília. Mesópolis ligger 400 meter över havet och antalet invånare är 1 886.
Terrängen runt Mesópolis är platt. Närmaste större samhälle är Santa Albertina, 11,9 km sydväst om Mesópolis.
Omgivningarna runt Mesópolis är en mosaik av jordbruksmark och naturlig växtlighet. Runt Mesópolis är det ganska glesbefolkat, med 25 invånare per kvadratkilometer.